# Peter J. Olver
Pour les articles homonymes, voir Peter Olver.
Peter John Olver est un mathématicien anglo-américain spécialisé en géométrie différentielle, né le 11 janvier 1952 à Twickenham.

## Formation et carrière
Olver part aux États-Unis en 1961. Il obtient un baccalauréat universitaire en mathématiques appliquées à l'Université Brown en 1973 et un doctorat en mathématiques à l'Université Harvard en 1976 sous la direction de Garrett Birkhoff  avec une thèse intitulée Symmetry Groups of Partial Differential.
Il est d'abord instructeur L. E. Dickson en mathématiques à l'Université de Chicago (1976-1978) puis chercheur à l'Université d'Oxford (1978-1980). Il est nommé ensuite professeur assistant à l'Université du Minnesota et il devient professeur titulaire dans la même université en 1985. Entre 1992 et 1993, il est professeur à l'Université du Maryland.

## Responsabilités et distinctions
Olver a été membre du comité de rédaction du journal Foundations of Computational Mathematics de 2002 à 2014,,. Il est élu membre de l'American Mathematical Society en 2013 et de la Society for Industrial and Applied Mathematics en 2014, pour « 'avoir développé de nouvelles méthodes géométriques pour les équations différentielles menant à des applications en mécanique des fluides, en élasticité, en mécanique quantique et en traitement d'images ». Olver est également membre de la Société internationale pour l'interaction de la mécanique et des mathématiques et membre élu de l'Institute of Physics.

## Activités de recherche
Les principaux domaines de recherche d'Olver sont la géométrie différentielle et la physique mathématique. Ses contributions concernent l'application des groupes de Lie et symétries à la géométrie des équations différentielles,, ainsi que les théories des repères mobiles et la méthode d'équivalence de Cartan,, les invariants différentiels et pseudogroupes,.
Il a également contribué à divers sujets de mathématiques appliquées, notamment le traitement d'images et la vision par ordinateur,,, la mécanique des fluides l'équation des ondes et des fluides, et l'élasticité,.
Olver est auteur de plusieurs livres et de plus de 150 articles de recherche,. Il a supervisé 23 doctorants.

## Livres
Les livres écrits ou édités par Olver sont :
- 1986  —  Peter J. Olver, Applications of Lie Groups to Differential Equations, Springer, coll. « Graduate Texts in Mathematics » (no 107), 1986 (ISBN 0387940073, DOI 10.1007/978-1-4684-0274-2)
- 1990  —  Peter J. Olver et David H. Sattinger (édit), Solitons in Physics, Mathematics, and Nonlinear Optics, New York, NY, Springer New York, 1990 (ISBN 978-1-4613-9033-6, OCLC 852788413, lire en ligne)
- 1995  —  Peter J. Olver, Equivalence, Invariants and Symmetry, Cambridge University Press, 1995 (ISBN 0521101042, DOI 10.1017/CBO9780511609565)
- 1999  —  Peter J. Olver, Classical Invariant Theory, Cambridge University Press, 1999 (ISBN 0521558212, DOI 10.1017/CBO9780511623660)
- 2003  —  Peter J. Olver et Allen Tannenbaum (édit), Mathematical Methods in Computer Vision, New York, Springer, 2003 (ISBN 0-387-00497-1, OCLC 51553365, lire en ligne)
- 2014  —  Peter J. Olver, Introduction to partial Differential Equations, Springer, coll. « Undergraduate Texts in Mathematics », 2014 (ISBN 978-3319020983, DOI 10.1007/978-3-319-02099-0, S2CID 220617008)
- 2018 — Peter J. Olver et Chehrzad Shakiban, Applied Linear Algebra, Springer, 2018 (ISBN 978-0131473829, DOI 10.1007/978-3-319-91041-3)